# جشنواره بین‌المللی فیلم تورنتو ۲۰۱۵
چهلمین سالانهٔ جشنواره بین‌المللی فیلم تورنتو از ۱۰ تا ۲۰ سپتامبر ۲۰۱۵ برگزار شد.
این جشنواره شامل دو بخش جدید به نام پلتفرم و پر بیننده است. در بخش پلتفرم دوازده فیلم در مقابل یک هیئت منصفه به نمایش درخواهد آمد و بهترین فیلم ۲۵٬۰۰۰ دلار برنده خواهد شد. کارگردانان فیلم کلر دنی جیا ژانکو و آگنیشکا هولاند به عنوان هیئت منصفه برای این بخش انتخاب شدند. در بخش پر بیننده شش برنامهٔ تلویزیونی با بالاترین کیفیت به نمایش عمومی با جلسات پرسش و پاسخ با سازندهٔ برنامه در خواهد آمد.

## جوایز
نتایج و جوایز فینال جشنواره در ۲۰ سپتامبر اعلام شد.
| جوایز                                                           | فیلم                                     | کارگردان                |
| --------------------------------------------------------------- | ---------------------------------------- | ----------------------- |
| جایزه منتخب مردم                                                | اتاق                                     | لنی آبراهامسون          |
| جایزه منتخب مردم و برنده سال اولی                               | الهه عصبانی هند                          | پان نالین               |
| جایزه منتخب مردم و سال دومی                                     | نور افکن                                 | توماس مک کارتی          |
| جایزه منتخب مردم، برنده بخش مستند                               | زمستان در آتش: مبارزه اوکراین برای آزادی | اوگنی افینسکی           |
| جایزه منتخب مردم، برنده مستند سال اولی                          | این همه چیز را تغییر می‌دهد               | اوی لوئیس               |
| جایزه منتخب مردم، برنده مستند سال دومی                          | آل پردی اینجا بود                        | برایان دی. جانسون       |
| جایزه منتخب مردم، برنده تماشای شبانه                            | هاردکور                                  | ایلیا نایشولر           |
| جایزه منتخب مردم، برنده تماشای شبانه سال اولی                   | دختران نهایی                             | تاد اشتراوس شولسون      |
| جایزه منتخب مردم، برنده تماشای شبانه سال دومی                   | اتاق سبز                                 | جرمی سائولنیر           |
| جایزه پلتفرم (بسترهای نرم‌افزاری)                                | زخمی                                     | آلن تسوایگ              |
| بهترین فیلم بلند کانادا                                         | گنجه هیولا                               | استفن دان               |
| بهترین فیلم کوتاه کانادا                                        | پل هوایی                                 | پاتریس لالیبرته         |
| بهترین فیلم کانادایی سال اولی                                   | غول خفته                                 | اندرو سیویدینیو         |
| اقتباسی ویژه، بهترین فیلم سینمایی کانادایی                      | کارآموزی من در کانادا                    | فیلیپه فالاردیو         |
| Dropbox Discovery Program Filmmakers Award                      | سیاه                                     | عادل العربی و بلال فلاح |
| جایزه فدراسیون بین‌المللی منتقدان فیلم                           | اوا نوا                                  | مارکو اسکوپ             |
| جایزه ارائهٔ ویژه فدراسیون بین‌المللی منتقدان فیلم                | بیابان                                   | جوناس کوارون            |
| بهترین فیلم بین‌المللی کوتاه                                     | Maman(s)                                 | Maïmouna Doucouré       |
| جایزه Netpac برای بهترین فیلم جهانی یا فیلم برتر بین‌المللی آسیا | نجوای ستاره                              | سیون سونو               |

## برنامه

### جشن و سرور و سخنرانی
- بیبا پسران توسط دیپا مهتا
- تخریب توسط ژان مارک ولی
- اختلال توسط آلیس وینوکور
- این خیاط زنانه توسط جوسلین مورهوس
- چشم در آسمان توسط گاوین هود
- ترک توسط جان کسار
- ملک مطلقتوسط پیتر سولت
- کفتار جاده توسط پل گراس
- لولو توسط ژولی دلپی
- افسانه توسط برایان هالگلند
- مرد را با دیتو مانتیل
- مردی که بی‌نهایت می‌دانست توسط مت برون
- مریخ توسط ریدلی اسکات
- دست شما در حال حاضر توسط کاترین هاردویک
- می‌سی‌سی‌پی آسیاب توسط یان فلک و آنا بودن
- آقای حق توسط Paco کبزس
- این برنامه توسط استیون فریرز
- به یاد داشته باشید توسط آتوم اگویان
- ماه‌های مهر تا شیراز توسط وین بلیر
- دیوار سنگی توسط رولاند امریش آن در راین

### سخنرانی‌های ویژه
- چهل و پنج سالتوسط
اندرو هیگ
- دربارهٔ ری توسط گبی دلال
- الهه عصبانی هند توسط پن نیل
- انومالیسا توسط چارلی کافمن و دوک جانسون
- جانوران بدون کشور توسط کری فوکوناگا
- بودن چارلی توسط راب رینر

### پیشتاز
- اختراع جمعی توسط ون او-وانگ
- شیطان توسط مارسین رونا
- اندورفین توسط آندره تورپین
- تکامل توسط Lucile Hadžihalilović
- فوریه توسط اونس پرکینز
- آدم کوتوله‌های جهنمی توسط بروس مک دونالد
- توری دهانه توسط هریسون اتکینز
- عشق توسط گاسپار نوئه
- مردان و مرغ توسط آندرس توماس جنسن
- دختر گم شده توسط A. D. Calvo
- من شب بزرگ توسط الکس دل ایگلسیا
- Der Nachtmahr توسط Akiz
- هیچ مردان فراتر از این نقطه توسط علامت ساورز
- جانباز توسط یو-سوینگ-وان
- زوم توسط پدرو مرولی

### شهر به شهر: لندن
- زن و شوهر در یک سوراخ توسط تام گینز
- سخت توقف توسط جورج آمپونساه
- دوستانت را بکش توسط اوون هریس
- کیلو دو براوو توسط پل کتیس
- لندن جاده توسط روفوس نوریس
- روح شمالی با آیلین کنستانتین
- آنهایی که زیر توسط دیوید فار
- شهری سرود توسط مایکل کاتن-جونز

### فیلمخانه
- مخمصه توسط مایکل مان

### پلتفرم
- انفجار باند (مدرن داستان عشق) توسط اوا هویسان
- قبیله توسط پابلو تراپرو
- خون توسط دیاستمه
- تماس کامل توسط دیوید وربیک
- بلند توسط بن هیتلی
- صدمه دیده توسط آلن ویگ
- سرزمین مین توسط مارتین زندولیت
- به دنبال فضل با سو بروکس
- نئون گاو توسط گابریل ماسکاروف
- سرزمین وعده داده شده توسط او پینگ
- آسمان توسط فابین برثود
- شوالیه سفید توسط یوآخیم لافوس

### ساعات پر بیننده
- گاه به گاه توسط جیسون رایتمن
- قهرمان‌ها: تولد دوباره توسط تیم کرینگ
- کرومو توسط لوسیا پوانزو و نیکولاس پوانزو
- کیت ریچاردز: تحت تأثیر توسط مورگان نویل
- بازگشت توسط فابریس گوبرت
- به دام افتاده توسط بالتاسار کورماکور